# 安来スマートインターチェンジ
安来スマートインターチェンジ（やすぎスマートインターチェンジ）は、島根県安来市において事業中の山陰自動車道（国道9号安来道路）のスマートインターチェンジである。名称は仮称である。

## 概要
本線直結型で建設され、利用可能車種はETC搭載の全車種で24時間運用、上下線ともに出入可となる予定。

## 道路
- E9 山陰自動車道（国道9号安来道路）

## 沿革
- 2024年（令和6年）9月6日 : 国土交通省より新規事業化[1][2][3]。

## 隣
E9 山陰自動車道（国道9号安来道路）
(20)安来IC/TB - 安来スマートIC（仮称・事業中） - (21)東出雲IC